# 大竹芳夫
大竹 芳夫（おおたけ よしお、1965年 - ）は、日本の言語学者。学位は、教育学修士（筑波大学・1989年）、博士（応用言語学）（明海大学・2008年）。研究分野は英語学、応用言語学。新潟大学教授。日本英語学会評議員、英語語法文法学会運営委員。

## 学歴
- 1977年3月　新潟市立丸山小学校卒業
- 1980年3月　新潟市立大江山中学校卒業
- 1983年3月　新潟明訓高等学校卒業
- 1987年3月　筑波大学第一学群人文学類卒業
- 1989年3月　筑波大学大学院修士課程教育研究科教科教育専攻（英語教育コース）修了

## 学位
- 教育学修士（筑波大学大学院教育研究科、1989年）
- 博士（応用言語学）（明海大学大学院応用言語学研究科、2008年）。学位論文『「の（だ）」に対応する英語の構文』[1]

## 経歴
- 1989年4月　 新潟県公立高等学校　教諭
- 1992年5月　 筑波大学　文部技官（準研究員）（研究協力部研究協力課現代語･現代文化学系担当）
- 1995年4月　 筑波大学　助手　現代語・現代文化学系
- 1996年4月　 信州大学　助教授　教育学部
- 2001年1月　 米国ハーバード大学　（Harvard University）言語学科　客員研究員　（文部科学省在外研究員）
- 2008年4月　 新潟大学　准教授　（教育研究院人文社会科学系）
- 2013年10月　新潟大学　教授　（教育研究院人文社会科学系）

## 研究業績
- 『談話のことば１　文をつなぐ』　（＜シリーズ ＞英文法を解き明かす ― 現代英語の文法と語法③） x + 242pp. ISBN 978-4-327-23803-2 (Author, Ōtake, Yoshio, Title, Danwa no kotoba 1, bun o tsunagu (Shirizu eibunpo o tokiakasu : Gendai eigo no bunpo to goho; 3), Tokyo: The Kenkyūsha Corporation, 2016.)，研究社， 2016年
- 『「の（だ）」に対応する英語の構文』 viii + 345pp. ISBN 978-4-87424-464-7 (Author, Ōtake, Yoshio, Title, "No (da)" ni taiosuru Eigo no kobun = The Japanese no da-construction and the corresponding English constructions, Tokyo: Kuroshio Shuppan, 2009.)，くろしお出版， 2009年
- 『TOTAL ENGLISH 1, 2, 3』　（文部科学省検定済教科書中学校外国語科用）， （平成28-31年度用） / （代表）矢田裕士, 吉田研作. 学校図書， 2016年
- Semantics and Functions of the It is that-Construction and the Japanese No da-Construction.，In Tania Ionin, Heejeong Ko and Andrew Nevins (eds.). MIT Working Papers in Linguistics. Department of Linguistics and Philosophy, MIT, Cambridge, Massachusetts. 米国マサチューセッツ工科大学（Massachusetts Institute of Technology），Vol. 43. 143-157頁. 2002年
- 『ユースプログレッシブ英和辞典』 小学館， 2004年